# Gautr
Gautr, Gauti und Gautatýr sind in der nordischen Mythologie Beinamen des Hauptgottes Odin. Der Name steht in einem unklaren Zusammenhang mit den Volksnamen der skandinavischen Götländer, altisländisch Gautar, aber auch mit den festländischen Goten, altisländisch Gotar. Das Besondere an diesem Odinsnamen ist, dass er auch als Stammvater verschiedener germanischer Königshäuser überliefert ist und somit urgermanischer Zeit entspringen kann.

## Gaut in den Quellen
Die isländische Saga Bósa saga ok Herrauðs bezeichnet den Stammvater des götländischen Königsgeschlechts, Gautr, als Sohn Odins.
In der Namensform Gapt erscheint er bei Jordanes als Stammvater der ostgotischen Amaler und somit der – nicht nur durch die Heldensagen – berühmten Könige Ermanarich und Theoderich der Große alias Dietrich von Bern. Die Namensform Gapt wird dabei erklärt als Verschreibung für Gaut.
Bei den Langobarden lautet der latinisierte Name Gausus. Er wird dort als Stammvater des Königs Audoin und dessen Sohnes Alboin bezeichnet.
Die angelsächsische Tradition kennt dagegen Geat als Ahnherr der Königsfamilien. Diese leiten sich zwar alle von Woden ab, doch Woden ist selbst ein Abkömmling Geats, der wiederum in einigen Genealogien als Nachfahre von Sceaf gilt. Der keltische Geschichtsschreiber Nennius bemerkt zu diesem Namen, dass die Heiden Geat als Gott verehrt haben und dass von ihm das Königtum herstamme. Der christliche König Alfred bezeichnet diesen Gott dagegen als „komödienhafte Gottheit“; ein deutlicher Hinweis, dass Geat sich großer Beliebtheit erfreute. In diese Richtung weist auch das Klagelied des Sängers Deor, der die unglückliche Liebschaft von Geat zu Mæðhilde besingt.
Die sächsische Stammsage kennt dagegen einen Helden Hathagat „Kampf-Gaut“. Widukind von Corvey beschreibt ihn in seiner Res gestae Saxonicae als „bereits älteren Krieger, trotz fortgeschrittenen Alters noch kräftig, der zum Lohne hervorragender Tugenden Vater der Väter genannt wurde“. Hathagat ergriff, als die Sachsen zu fliehen drohten, die sächsische Standarte und äußerte, dass er als Greis zwar kämpfen, aber nicht fliehen könne. So ermutigt, gewannen die Sachsen die Schlacht gegen die Thüringer. Hier schimmert noch deutlich die Gestalt des kämpferischen Ahnengottes durch.